# Doroteo Salazar Zatón
Doroteo Salazar Zatón fue un político español, procurador a Cortes durante el período franquista.

## Biografía
Organizador durante la República de los Sindicatos azucareros afiliados a las JONS, se enfrentó a las organizaciones obreras en la provincia de Álava.
Fue procurador de representación sindical en la I Legislatura de las Cortes Españolas (1943-1946) por los obreros del Sindicato Nacional del Azúcar.
Productor ejemplar, título otorgado en 1967.